# Rakov Škocjan, Cerknica
Rakov Škocjan je naselje v Občini Cerknica, ki leži v bližini naravnega parka Rakov Škocjan. Ustanovljeno je bilo leta 1988 iz dela ozemlja naselja Slivice. Leta 2015 je imelo 11 prebivalcev.